# Juergen García
Juergen Jafeth García Colindres (ur. 28 stycznia 2005 w El Progreso) – honduraski piłkarz występujący na pozycji bramkarza, zawodnik Lone.